# Ludwik Gintel
Ludwik Gintel (26 settembre 1899 – 11 luglio 1973) è stato un calciatore polacco, di ruolo difensore e successivamente attaccante.

## Carriera

### Club
Ha giocato tutta la carriera nel campionato polacco, conquistando il titolo di capocannoniere nell'edizione del 1928.

### Nazionale
Con la Nazionale ha preso parte alle Olimpiadi del 1924.